# Михаило В. Поповић
Михаило В. Поповић (Београд 29. март 1925 — Београд 10. јануар 2011) био је српски социолог и професор. Један је од зачетника модерне социологије у Србији.

## Биографија
Дипломирао је 1950. године и докторирао 1956. филозофију на Филозофском факултету у Београду, где се и запослио. Првобитно је радио као професор у средњој школи 1950. , 1954. постаје асистент, затим, 1958. доцент, 1963. ванредни професор, 1970. редовни професор, а у пензију је отишао 1990. године. Један је од утемељивача Одељења за социологију Филозофског факултета у Београду (1959). Као стипендиста UNESCO боравио је у Паризу,Женеви и Бриселу (1958—1959), а као стипендиста Фордове фондације специјализацију одрађује у САД (1963-1964). Предавао је социологију и у Олбанији, држава Њујорк (1981). Био је на студијским боравцима и у Немачкој,Пољској , Чешкој и Кини . На Филозофском факултету у Београду био је и декан (1979-1981). Један је од утемељивача модерне социологије у Србији, схваћене и као теоријске и као емпиријске дисциплине. Председник Југословенског удружења социолога (1966-1968), председник Српског социолошког друштва (1961-1962) и главни уредник Социолошког прегледа (1961-1962).

## Дела
Организовао је прва велика истраживања друштвене структуре у Србији, на основу којих су настале књиге: Друштвени слојеви и друштвена свест (1977), Друштвене неједнакости (1987) и Србија крајем осамдесетих (1991). Допринео је еманципацији српске социологије од догматског марксизма. Неговао је јасну мисао, аналитичност и спремност на корекцију властитих научних становишта у сусрету са новим чињеницама. Заједно са Војином Милићем оставио је најдубљи траг у српској социологији друге половине 20. века. Написао још: О истини и њеном критеријуму (1958), Филозофија и посебне науке (1958), Савремена социологија (1961), Предмет социологије (1966), Проблеми друштвене структуре (1967), Философски и научни рад Алимпија Васиљевића (1972), Преглед историје културе и уметности (1974), Теорије и проблеми друштвеног развоја (коаутор заједно са Миодрагом Ранковићем, 1981), Политика расподеле и идеологија (1981, заједно с Данилом Мркшићем и Тодором Куљићем ), Друштво и политика (1984), Теорија и емпирија: социолошка истраживање друштвених класа и слојева (1994), Тоталитарни системи (1997), Национална катастрофа и политичко отрежњење (2002).